# Muramatsu Tomoki
Tomoki Muramatsu (sinh ngày 10 tháng 7 năm 1990) là một cầu thủ bóng đá người Nhật Bản.

## Sự nghiệp câu lạc bộ
Tomoki Muramatsu đã từng chơi cho Kataller Toyama và Honda.